# Una povera bimba milionaria
Una povera bimba milionaria (The Poor Little Rich Girl) è un film del 1936 diretto da Irving Cummings.

## Trama
Un ricco industriale proprietario di una grande fabbrica di detersivi Richard Barry è preoccupato perché un suo concorrente, Simon Peck, ha trovato il modo di pubblicizzare i propri prodotti usando la radio. Richard, legato alle vecchie campagne pubblicitarie, non vuol saperne di adottare il nuovo mezzo per reclamizzare i suoi saponi. Un giorno sua figlia Barbara si smarrisce per la strada e viene soccorsa da una coppia di attori, Jimmy e Jerry.
La bambina finisce per vivere con i due, che iniziano a educarla al canto ed al ballo, facendola debuttare in un loro spettacolo di varietà, costituendo un trio che incontra immediatamente il successo presso un vasto pubblico sino ad essere scritturato per alcuni programmi radiofonici.
L'industriale Barry assume il trio per pubblicizzare i suoi prodotti alla radio; così ritrova, inaspettatamente la figlia smarrita.